# Eidolon
Eidolon là một chi động vật có vú trong họ Dơi quạ, bộ Dơi. Chi này được Rafinesque miêu tả năm 1815. Loài điển hình của chi này là Vespertilio vampirus helvus Kerr, 1792.

## Các loài
Chi này gồm các loài: